# François Gayot
Pour les articles homonymes, voir Gayot.
François Gayot (né le 17 juillet 1927 à Saint-Louis-du-Nord dans le département du Nord-Ouest, à Haïti et mort le 16 décembre 2010 à Rome) est un monfortain haïtien, évêque puis archevêque de Cap-Haïtien (Haïti) de 1974 à 2003.

## Biographie
Il est ordonné prêtre chez les missionnaires de la compagnie de Marie ou monfortains (C.M.M) le 7 février 1954.
Le 22 novembre 1974, Paul VI le nomme évêque de Cap-Haïtien. Il est consacré le 2 février suivant par Luigi Barbarito, alors nonce apostolique en Haïti, avec comme co-consécrateurs François-Wolff Ligondé et Rémy Augustin (fi). 
Le 7 avril 1988, Jean-Paul II érige le diocèse de Cap-Haïtien en archidiocèse métropolitain, élevant par la même Mgr Gayot à la dignité d’archevêque. 
Mgr Gayot est de 1992 à 1998 président de la Conférence épiscopale d'Haïti.
Ayant atteint la limite d’âge de 75 ans fixée par le droit canon, il se retire le 5 novembre 2003.

## Succession apostolique
François Gayot a ordonné les évêques suivants :
- Archevêque Hubert Constant, O.M.I. (1991)
- Évêque Pierre-Antoine Paulo, O.M.I. (2001)
- Évêque Yves-Marie Péan, C.S.C. (2002)